# Умершие в июне 1997 года
Это список известных людей, соответствующих установленным критериям значимости (см. Википедия:Критерии значимости персоналий), умерших в июне 1997 года.
Причина смерти указывается лишь в исключительных случаях (убийство, самоубийство, гибель в результате военных действий, смертная казнь, ДТП или несчастные случаи). В остальных случаях — не указывается.
- 1 июня — Василий Кононёнко (76) — Герой Советского Союза.
- 1 июня — Николай Тихонов (92) — советский государственный деятель, председатель Совета Министров СССР в 1980—1985 годах.
- 1 июня — Вадим Коростылёв (73) — русский советский сценарист, поэт[1].
- 2 июня — Евгений Белоусов (32) — российский поп-певец, популярный в СССР и России в конце 80-х — начале 90-х годов.
- 2 июня — Константин Карачков (78) — старшина Рабоче-крестьянской Красной Армии, участник Великой Отечественной войны, Герой Советского Союза.
- 2 июня — Владимир Кусов (74) — советский и российский театральный деятель, артист и режиссёр кукольного театра.
- 2 июня — Николай Озеров (74) — советский теннисист, актёр, спортивный комментатор.
- 3 июня — Владимир Благих (73) — инженер-электрик.
- 3 июня — Иван Рядченко (73) — украинский советский поэт, драматург.
- 4 июня — Юрий Антипов (82) — Герой Советского Союза.
- 4 июня — Владимир Хютт (61) — эстонский и российский философ.
- 4 июня — Николай Чуриков (86) — Герой Советского Союза.
- 5 июня — Ирина Метлицкая (35) — русская актриса; рак.
- 5 июня — Валентин Панькин (66) — начальник Главного штаба — 1-й заместитель Главнокомандующего Военно-воздушными силами СССР, генерал-полковник авиации, заслуженный военный лётчик СССР.
- 5 июня — Павел Чумак (72) — Герой Советского Союза.
- 6 июня — Эдуардас Межелайтис (77) — литовский советский поэт, переводчик, эссеист.
- 6 июня — Тихон Непомнящий (72) — советский, российский кинодраматург, прозаик.
- 7 июня — Жак Канетти (88) — французский продюсер, младший брат писателя Элиаса Канетти.
- 8 июня — Амос Тутуола (76) — нигерийский писатель, известный сказочными произведениями, основанными на фольклорных образах народа йоруба.
- 9 июня — Евгений Лебедев (80) — советский и российский актёр театра и кино, народный артист СССР.
- 9 июня — Марк Сергеев (71) — русский советский писатель, поэт, переводчик, критик, краевед.
- 10 июня — Василий Кузнецов (87) — Герой Советского Союза.
- 11 июня — Бен Дункельман (83) — офицер канадской армии во время Второй Мировой войны; с 1948 года служил в Армии обороны Израиля командиром 7-й танковой бригады.
- 11 июня — Юрий Карачун (65) — белорусский художник-график, искусствовед, заслуженный деятель искусств Беларуси.
- 12 июня — Булат Окуджава (73) — поэт и бард.
- 13 июня — Максим Величко (75) — Герой Социалистического Труда, полный Кавалер ордена Славы, участник Великой Отечественной войны.
- 13 июня — Григорий Ветчинкин (73) — Герой Советского Союза.
- 13 июня — Василий Малиновский (76) — Герой Советского Союза.
- 14 июня — Гаврил Лаухин (86) — Полный кавалер Ордена Славы.
- 15 июня — Евгений Ошанин (76) — советский военачальник, генерал-полковник.
- 16 июня — Мария Батракова (74) — Герой Советского Союза.
- 17 июня — Иван Зыбин (71) — Герой Советского Союза.
- 18 июня — Лев Копелев (85) — критик, литературовед.
- 20 июня — Джон Акии-Буа (47) — легкоатлет из Уганды, олимпийский чемпион 1972 года.
- 20 июня — Александр Орёл (88) — советский военно-морской деятель.
- 20 июня — Роман Хованский (72) — Герой Советского Союза.
- 21 июня — Владимир Виноградов (75) — советский дипломат, государственный деятель.
- 22 июня — Леонид Жолудев (80) — Герой Советского Союза.
- 22 июня — Степан Токарев (74) — Герой Советского Союза.
- 23 июня — Николай Валяев (77) — Герой Советского Союза.
- 23 июня — Анатолий Верняев (77) —  подполковник Советской Армии, участник Великой Отечественной войны, Герой Советского Союза.
- 24 июня — Михаил Ребров (75) — Герой Советского Союза.
- 24 июня — Пётр Татарченков (72) — Герой Советского Союза.
- 25 июня — Алексей Дашков (87) — старшина Рабоче-крестьянской Красной Армии, участник Великой Отечественной войны, полный кавалер ордена Славы.
- 25 июня — Иван Жежерун (81) — советский физик-экспериментатор.
- 25 июня — Жак-Ив Кусто (87) — французский исследователь Мирового океана, фотограф, режиссёр, автор множества книг и фильмов; изобретатель акваланга.
- 25 июня — Андрей Попов (82) — участник Великой Отечественной войны, Герой Советского Союза.
- 25 июня — Иван Просандеев (82) — участник Великой Отечественной войны, Герой Советского Союза.
- 25 июня — Сатым Улуг-Зода (85) — таджикский советский писатель.
- 26 июня — Иван Воронин (81) — полковник Советской Армии, участник советско-японской войны, Герой Советского Союза.
- 26 июня — Израэль Камакавивооле (38) — гавайский музыкант, исполнявший песни под аккомпанемент гавайской гитары — укулеле.
- 28 июня — Николай Дмитриев (74) — советский государственный и партийный деятель, председатель Исполнительного комитета Читинского областного Совета (1964-1983).
- 28 июня — Фридрих Меллентин (92) — генерал-майор танковых войск вермахта, во время Второй мировой войны.
- 29 июня — Николай Сикорский (76) — российский книговед, издательский деятель.
- 29 июня — Салимгерей Токтамысов (82) — советский государственный и партийный деятель.